# Avia B-34
Avia B-34 — чехословацкий межвоенный истребитель — биплан. Это был первый проект Франтишека Новотны для завода Avia. Самолёт был предшественником стандартного истребителя Avia B.534 ВВС Чехословакии.

## История
Конструктор Франтишек Новотны спроектировал истребитель В-34 под двигатель Hispano-Suiza 12Nbr, выпускавшийся по лицензии в Чехословакии под обозначением Avia V-36, или Vr-36 (модификация с редуктором). Стиль Новотны характеризовался новыми для «Авиа» элементами конструкции, такими как цельнометаллическая рама, соединенная «в холодном состоянии» с помощью винтов и заклепок, что придавало машинам исключительную прочность и легкость ремонта даже в полевых условиях. 2 февраля 1932 года летчик завода Avia Вацлав Кочи совершил первый полет на новом истребителе B-34. Результаты летных испытаний прототип, получивший обозначение В-34.1, потребовал модификации кожуха двигателя Вр-36 мощностью 650 л. с. Усовершенствованный прототип получил металлический винт и аэродинамически более совершенный кожух двигателя, а входное отверстие радиатора было перенесено назад. Испытания прототипа, связанные с подготовкой серийного производства, длились два года.

## Применение
Лётно-технические характеристики самолёта были ненамного выше по сравнению с предыдущим типом Авиа Ва-33 (усовершенствованная версия Avia BH-33), однако Министерство Национальной Обороны заказало 12 серийных В-34, чтобы сохранить занятость в компании Авиа. Их производство началось в 1933 году, а в сентябре 1934 года они были переданы в состав 37-й истребительной эскадрильи 3-го авиационного полка. В марте 1937 года один самолёт (B-34.4) был списан после аварии. С 1937 года они использовались только в учебных эскадрильях 1-4 авиаполков; прототип в июне 1938 года попал в 4-й полк. Осенью 1938 года десять оставшихся B-34 служили в составе 1-й учебной эскадрильи IV.
После распада Чехословакии в 1939 году, 8 серийных самолётов и прототип достались германским Люфтваффе. Минимум 3 из них были вскоре потеряны в авариях, а остальные с большей вероятностью были списаны.
Оставшиеся три машины были приобретены ВВС Словакии, 1 или возможно 2 всё ещё использовались как учебные в августе 1944 года, после чего, с началом национального восстания вошли в Партизанские военно-воздушные силы Словакии. Данных по их участию в боях нет, но, скорее всего, они были уничтожены после поражения восстания.

## Техническое описание
Авиа Б-34 отличался конструкцией, типичной для более поздних истребителей-бипланов Авиа: фюзеляж из стальных труб, соединенных болтами и заклепками, задняя часть фюзеляжа обтянута брезентом, а передняя — дюралюминием. Движение обеспечивалось рядным двигателем водяного охлаждения с радиатором, расположенным под фюзеляжем. Вооружение размещалось по бортам корпуса под каплевидными кожухами. Самолёт имел прочное шасси с масляными амортизаторами.

## Модификации
- B-34.1 первый прототип, первый полёт в феврале 1932 года
- B-34.2 второй прототип, переименован в B-234 (двигатель Avia Rr 29), затем обратно в B-34.2 (двигатель Hispano-Suiza 12Ybrs), и вновь переименован в Avia B-534.1.
- B-34.3 — B-34.14 Серийные самолёты

### Развитие конструкции
Серийное производство самолётов В-34 было начато в то время, когда в Чехословакии уже летали прототипы более современных истребителей. Однако на основе этой конструкции ранее было спроектировано несколько истребителей как с рядными, так и с радиальными двигателями:
- B-134 с двухрядным радиальным двигателем Walter Mistral 14 Kbs мощностью 700 л.с. (лицензионный французский Гном-Рон 14K Mistral Major) данный самолёт не вышел за пределы начальной стадии проекта;
- В-234 с радиальным двигателем Авиа Р-29 мощностью 441 кВт.
- B-334 с радиальным двигателем Armstrong Siddeley Jaguar Major мощностью 490 л. с.
- B-434 с рядным двигателем Hispano-Suiza Xbrs мощностью 478 кВт

Самолёты B-334 и B-434 остались только «на бумаге», а прототип B-234 был окончательно завершен в августе 1932 года, однако так и не был запущен в полеты. Причиной стал двигатель Р-29, неустойчивая работа которого и сильные вибрации при полигонных испытаниях вынудили производителя демонтировать двигатель и собрать прототип. Французский двигатель Hispano-Suiza 12 Ybrs с турбонаддувом использовался для установки на новый самолёт, разработанный на основании конструкции B-234 и получившего обозначение B-534.

## Тактико-технические характеристики (Б-34)
Серийный Б-34 (12 самолётов)
Технические характеристики
- Экипаж: 1
- Длина: 7,25 м
- Размах крыла: 9,40 м
- Высота: 2,92 м
- Площадь крыла: 23,90 м²
- Масса пустого: 1 305 кг
- Максимальная взлётная масса: 1 730 кг
- Силовая установка: 1 × Avia Vr 36 (Hispano-Siuza HS-12Nbr)
- Мощность двигателей: 1 × 740 л.с. (1 × 552 кВт)
- Воздушный винт: двухлопастный

Лётные характеристики
- Максимальная скорость: 315 км/ч (на 100 м)
- Крейсерская скорость: 280 км/ч
- Практическая дальность: 600 км
- Практический потолок: 7 000 м
- Скороподъёмность: 3,7 м/с (12 мин до 5 000 м)
- Нагрузка на крыло: 72 кг/м2

Вооружение
- Стрелково-пушечное: 2x синхронных 7,92-мм пулемёта Vz. 30

## Эксплуатанты
Чехословакия
- ВВС Чехословакии: 12 шт (37-я истребительная эскадрилья 3-го авиаполка)

 Нацистская Германия
- Люфтваффе: бывшие чехословацкие

 Словацкая республика (1939—1945)
- ВВС Словакии: 3 шт
- Партизанские военно-воздушные силы Словакии